# Parlament Europejski

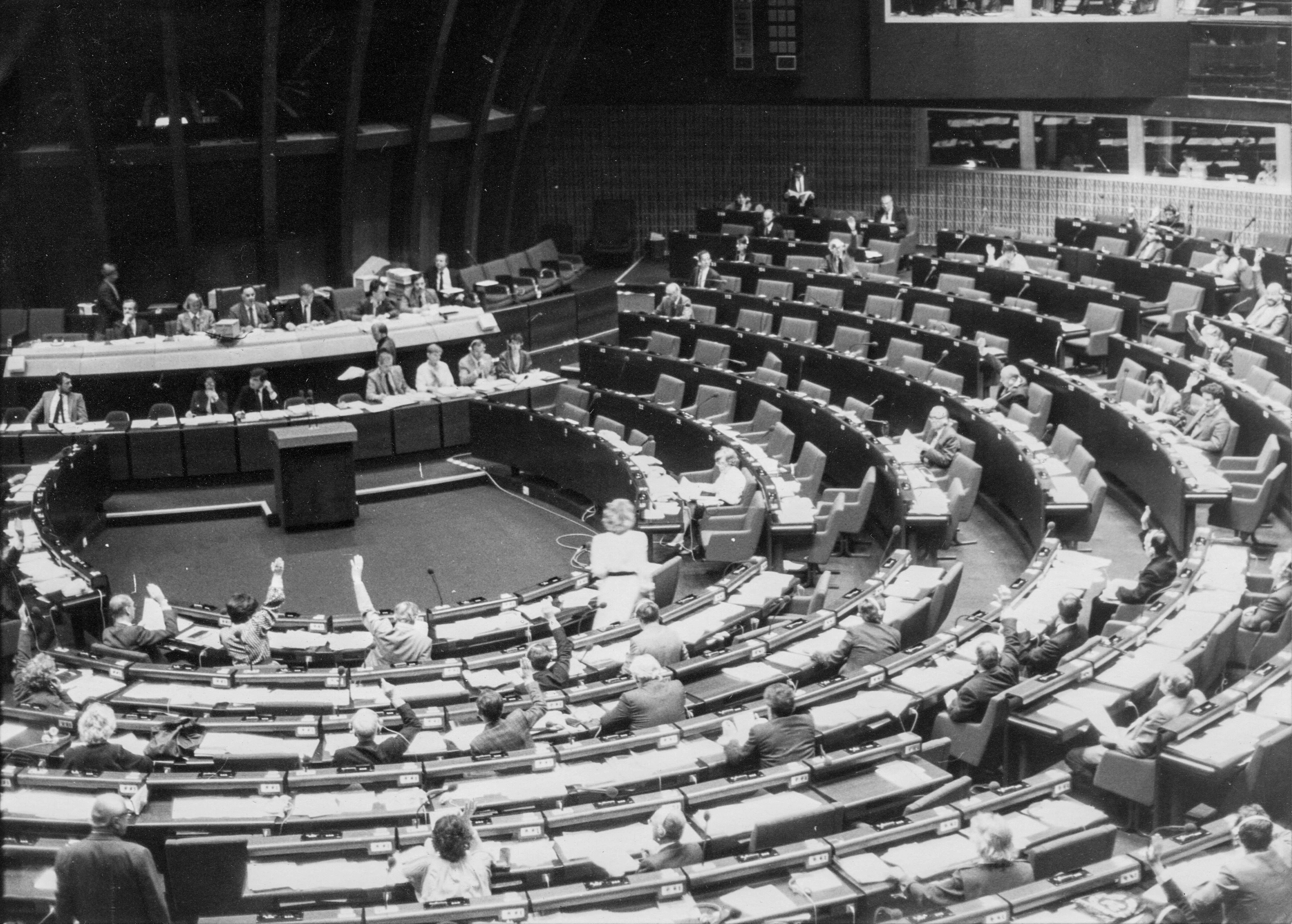
Posiedzenie Parlamentu Europejskiego w 1985

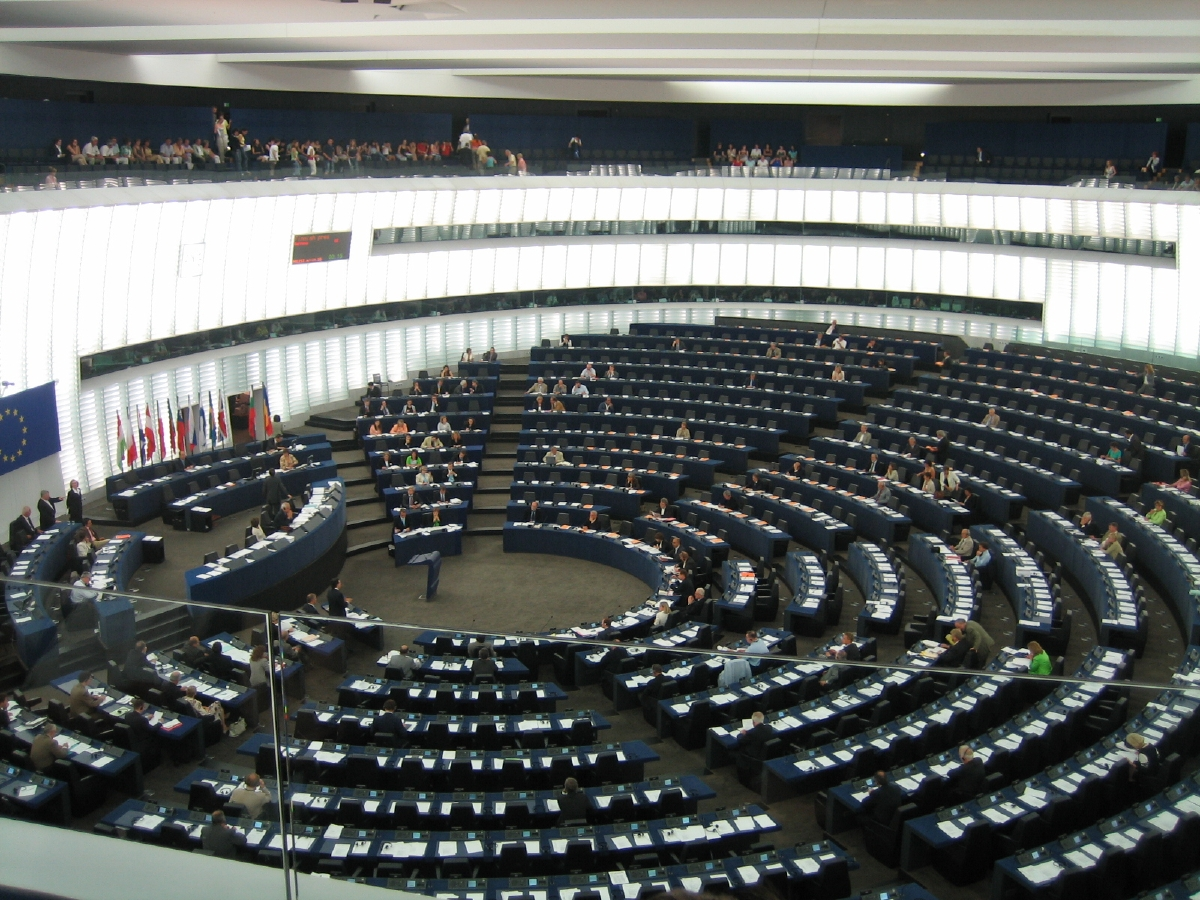
Sala obrad plenarnych Parlamentu Europejskiego w Strasburgu

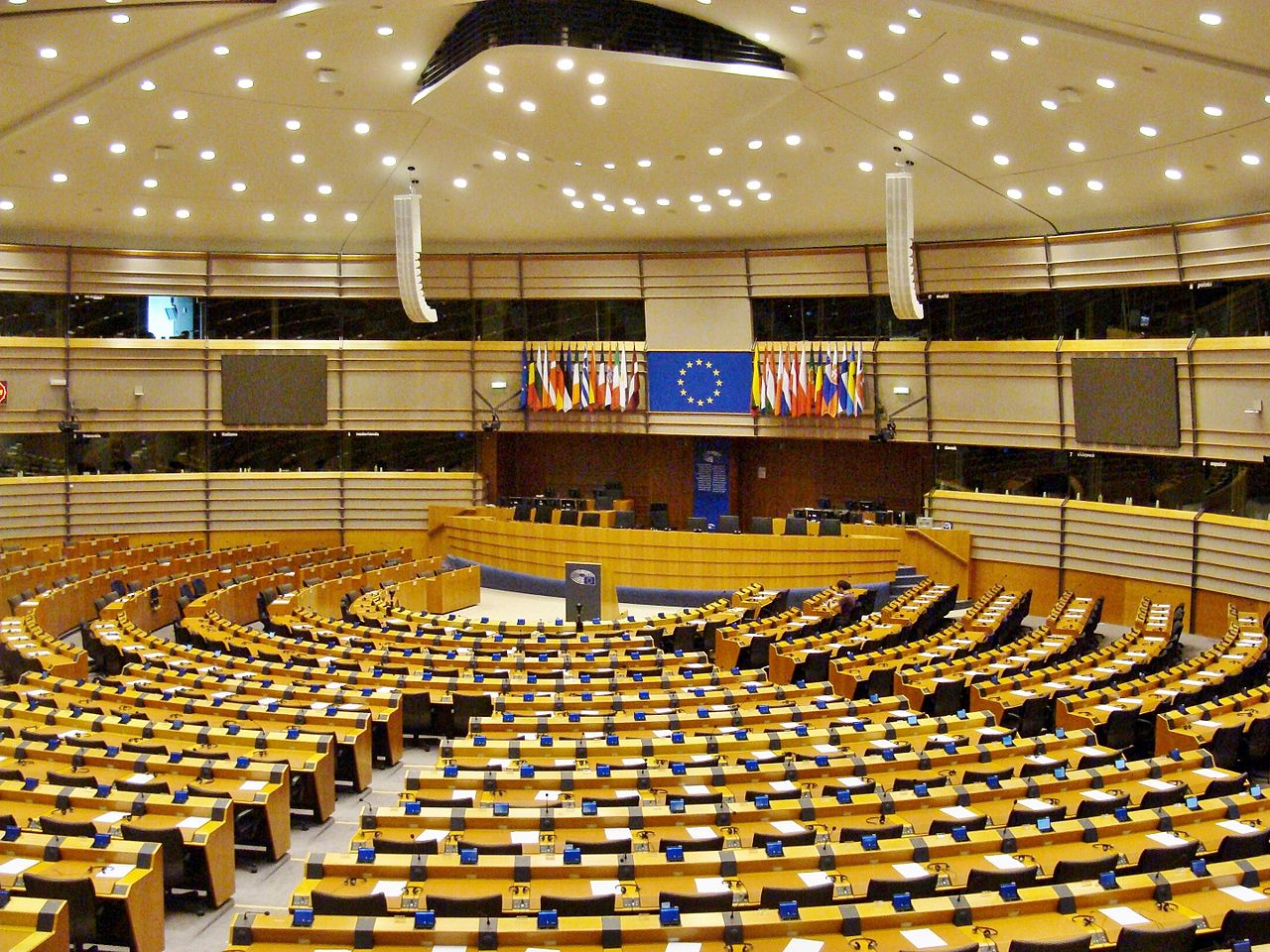
Sala obrad plenarnych Parlamentu Europejskiego w Brukseli

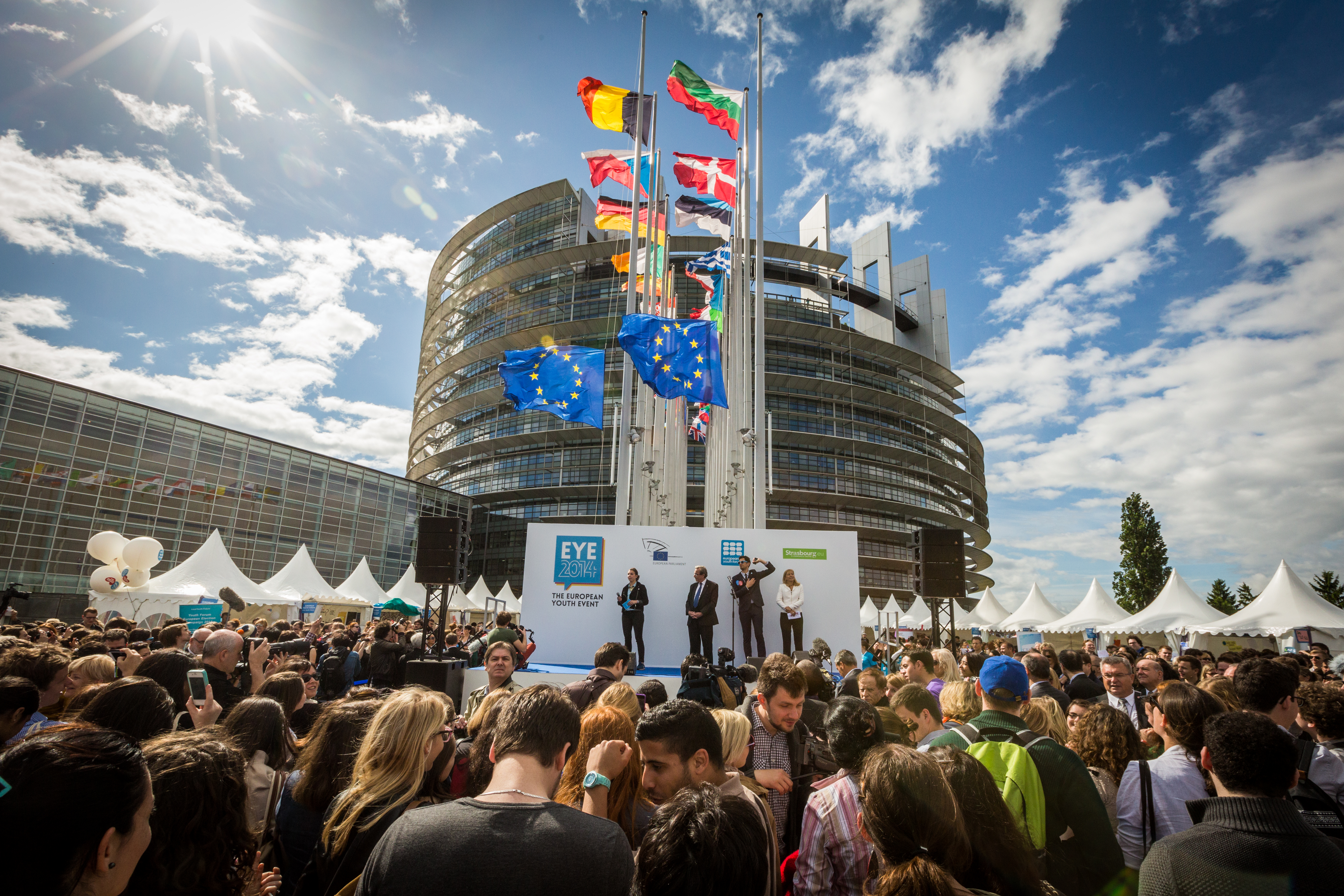
Inauguracja obrad w Strasburgu (2014)

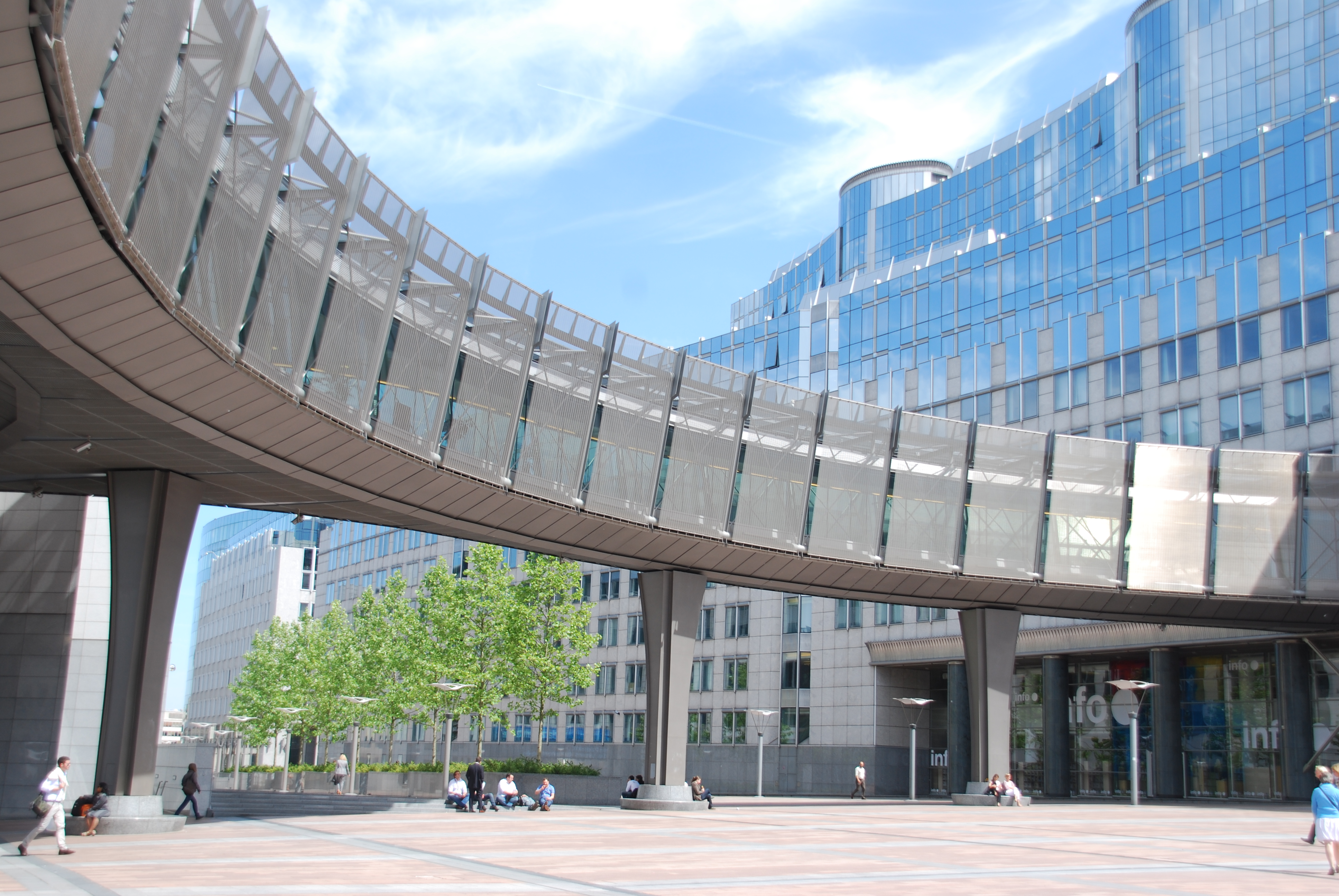
Fragment Espace Léopold, kompleksu Parlamentu Europejskiego w Brukseli

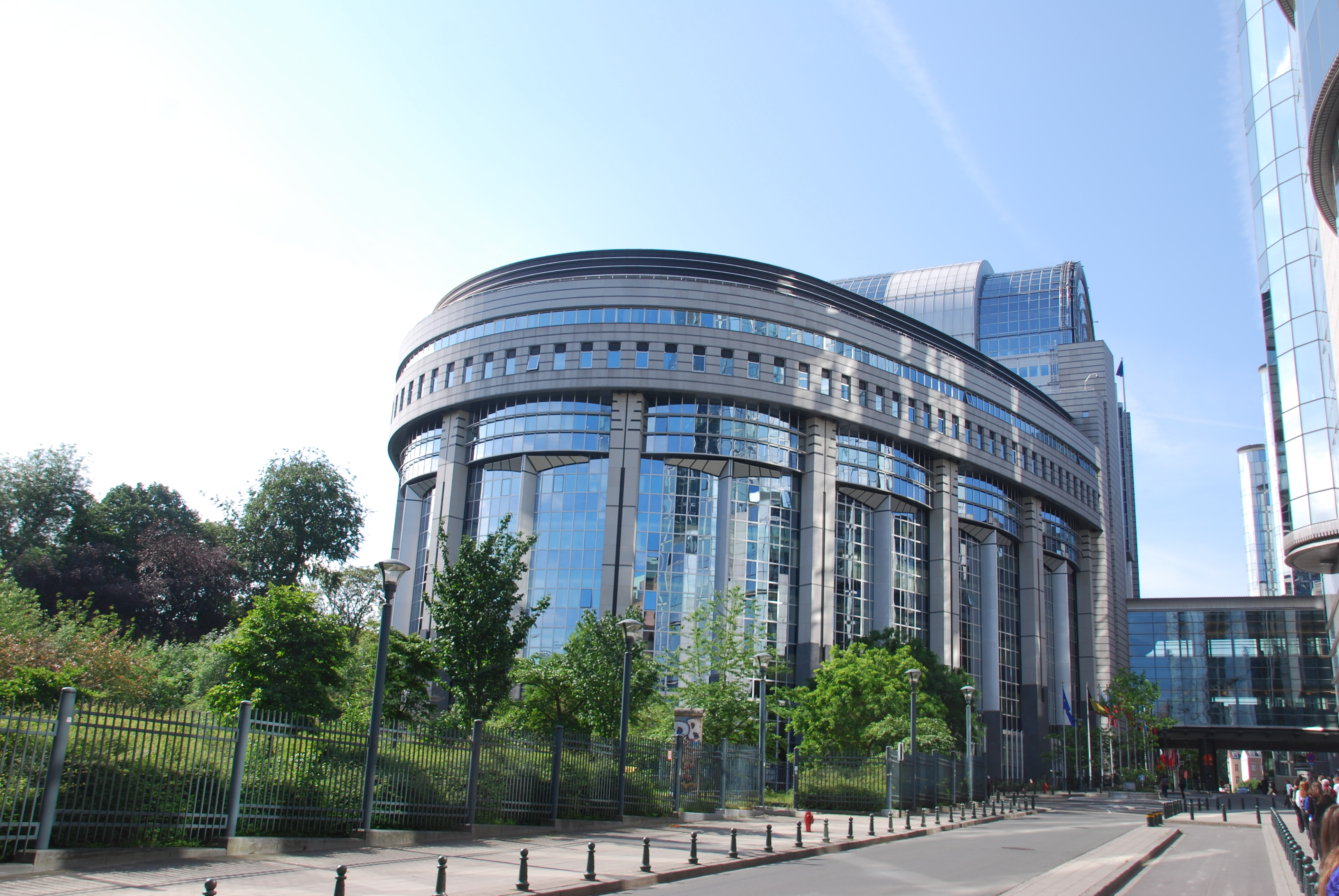
Budynek im. Paula Henriego Spaaka, w którym mieszczą się m.in. sala obrad plenarnych Parlamentu Europejskiego w Brukseli, sale posiedzeń komisji i biura posłów

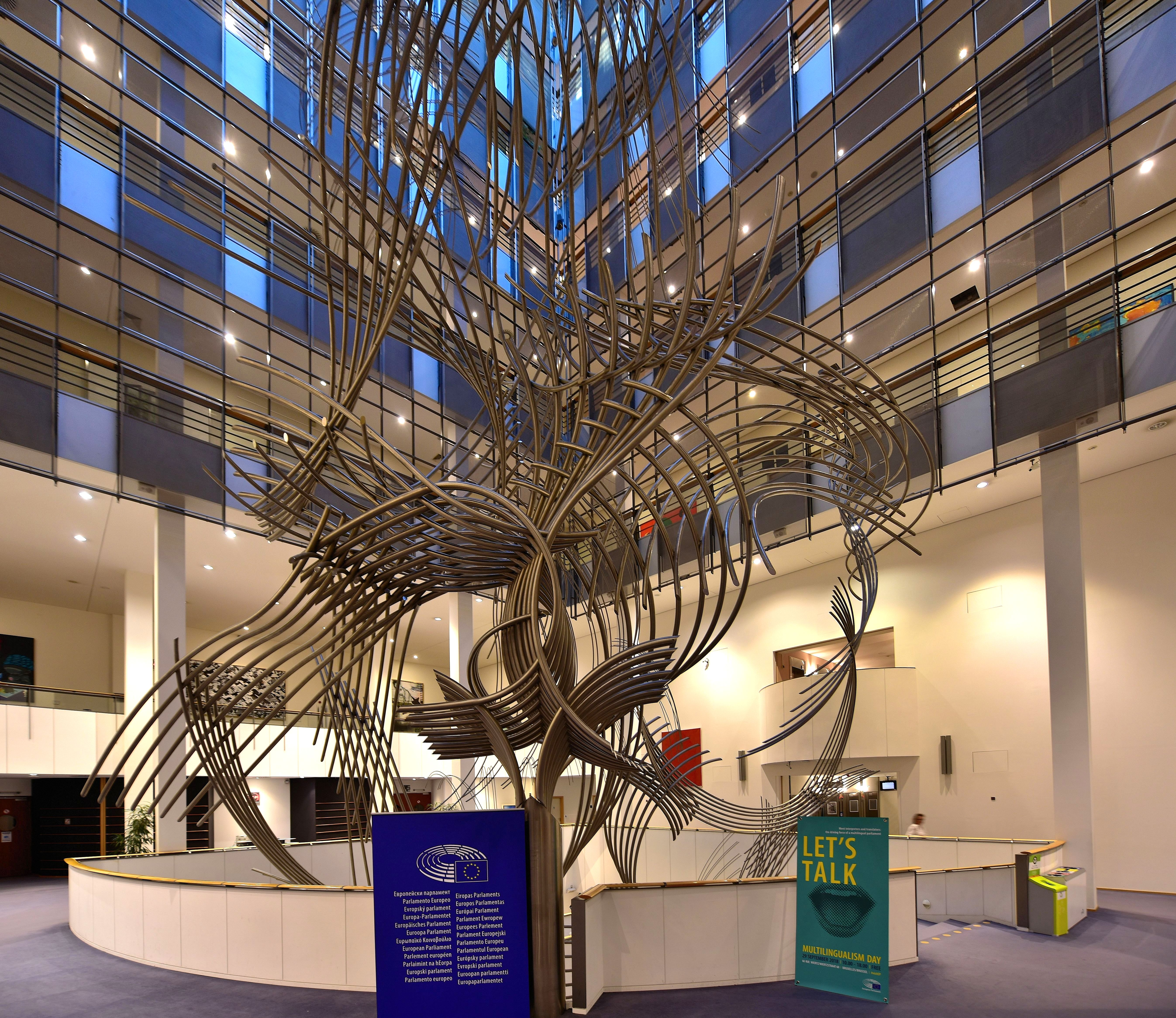
Wnętrze budynku im. Paula Henriego Spaaka

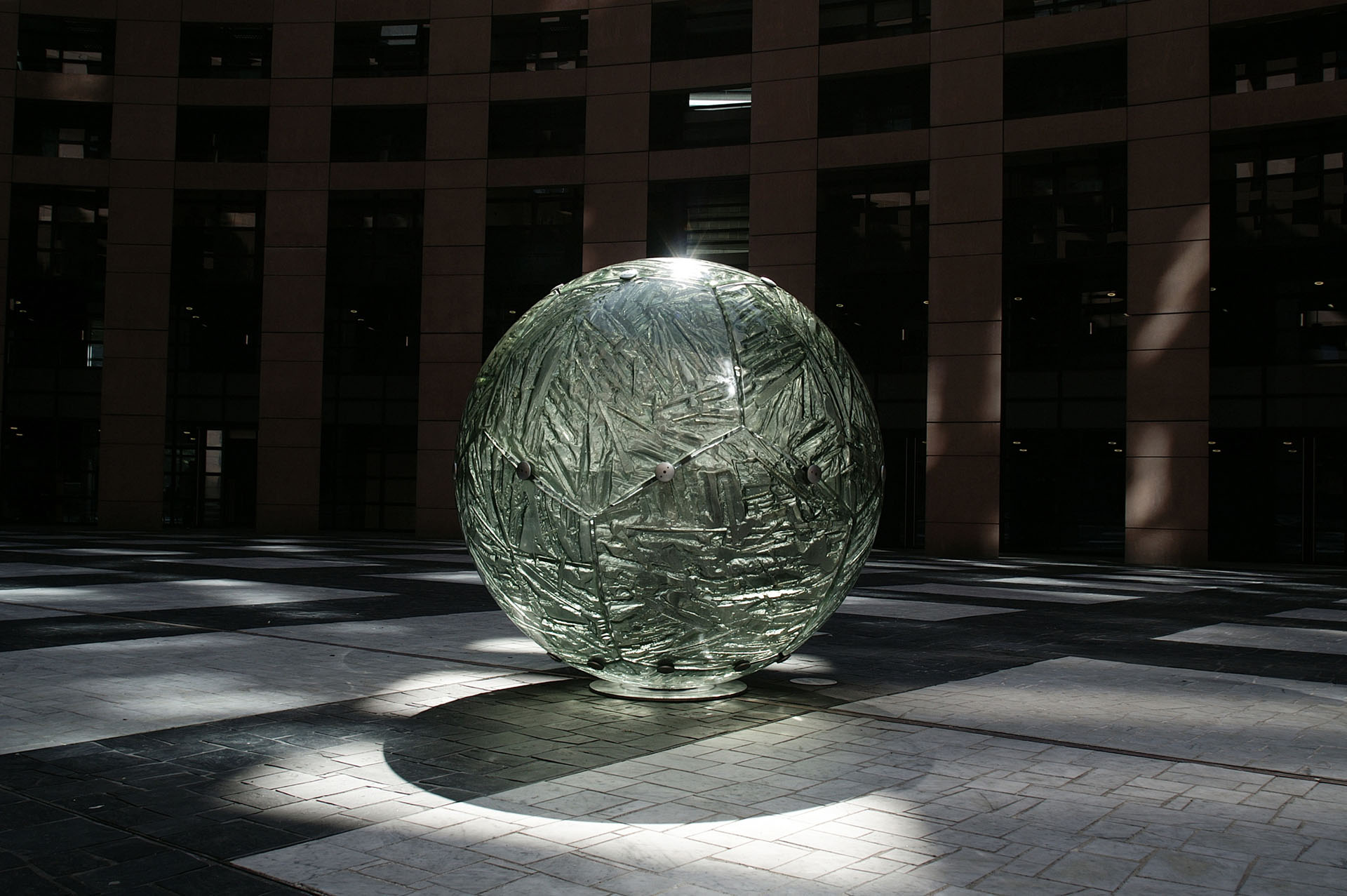
Wnętrze budynku im. Louise Weiss z rzeźbą Zjednoczony Świat Tomasza Urbanowicza

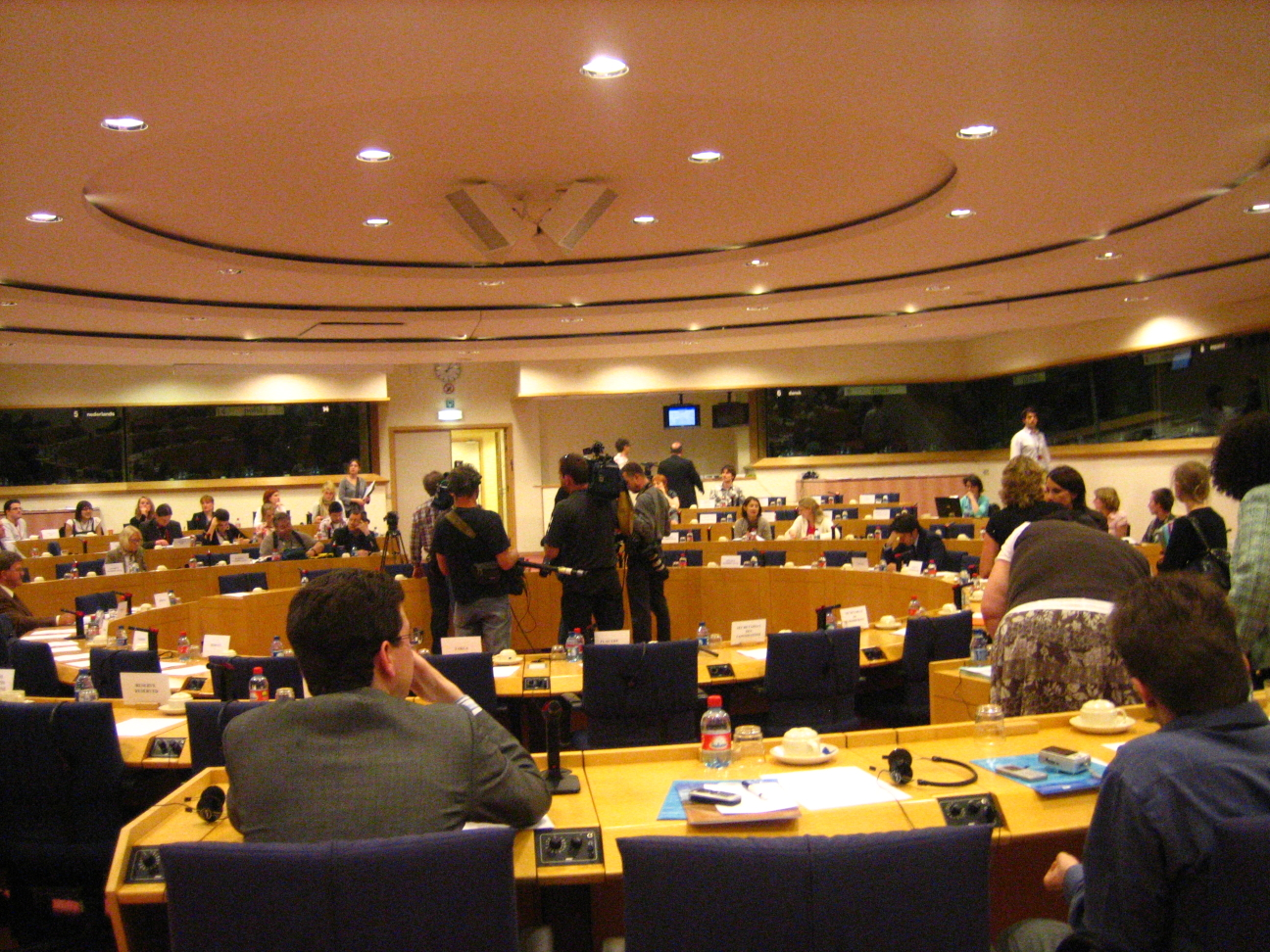
Sala posiedzeń jednej z komisji Parlamentu Europejskiego w Brukseli

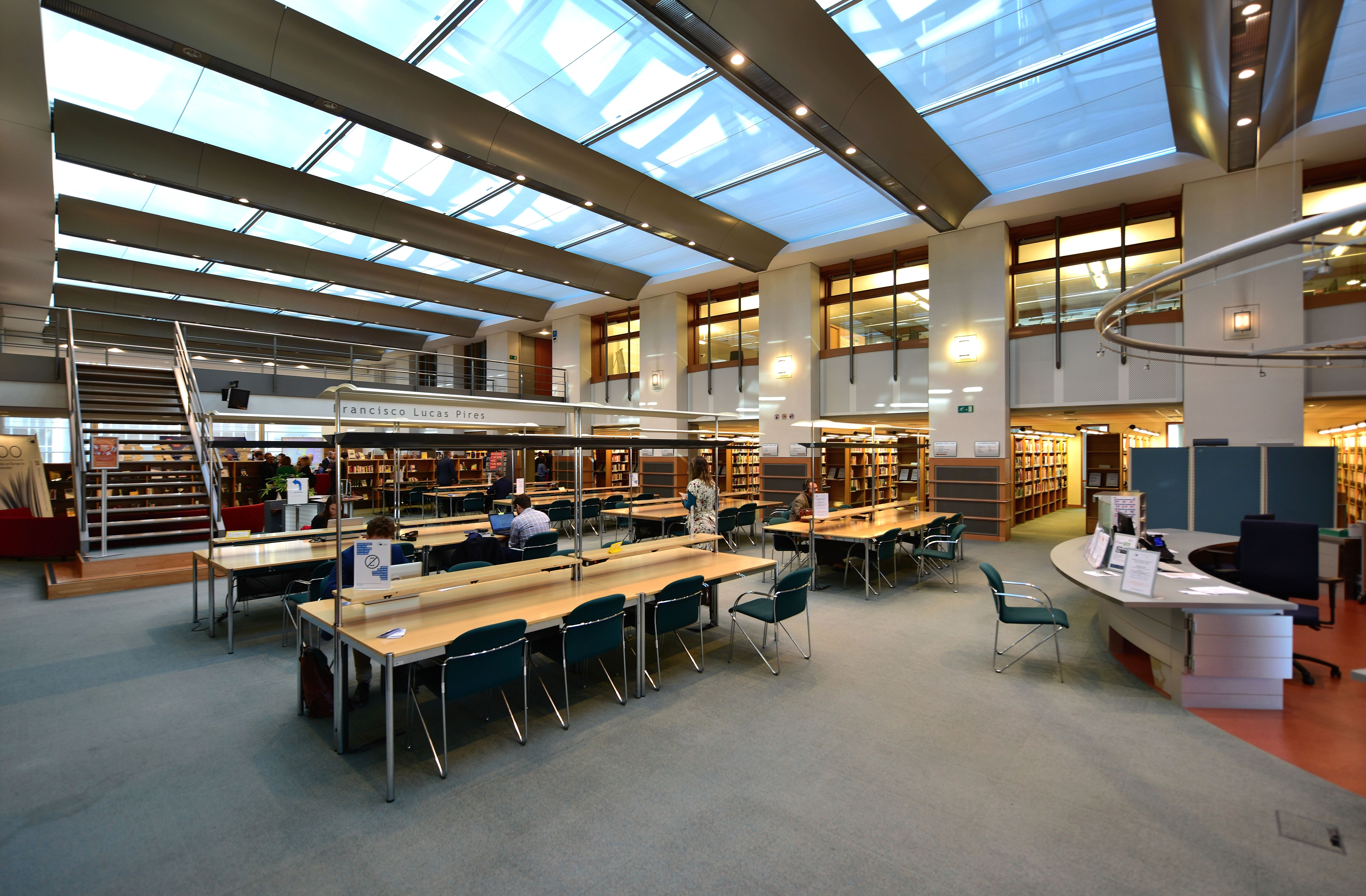
Biblioteka Parlamentu Europejskiego w Brukseli

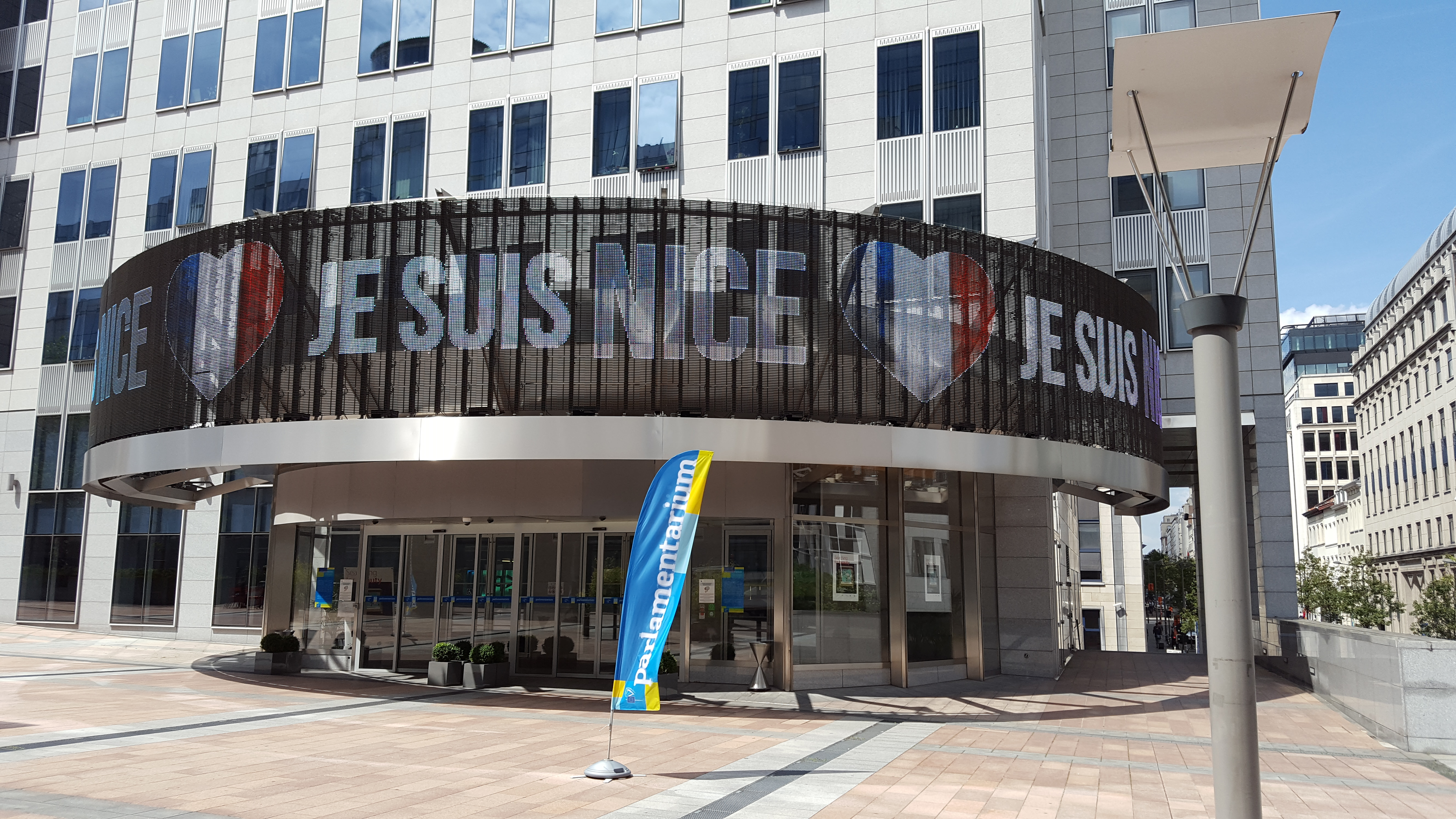
Wejście do Parlamentarium, centrum dla zwiedzających Parlamentu Europejskiego w Brukseli

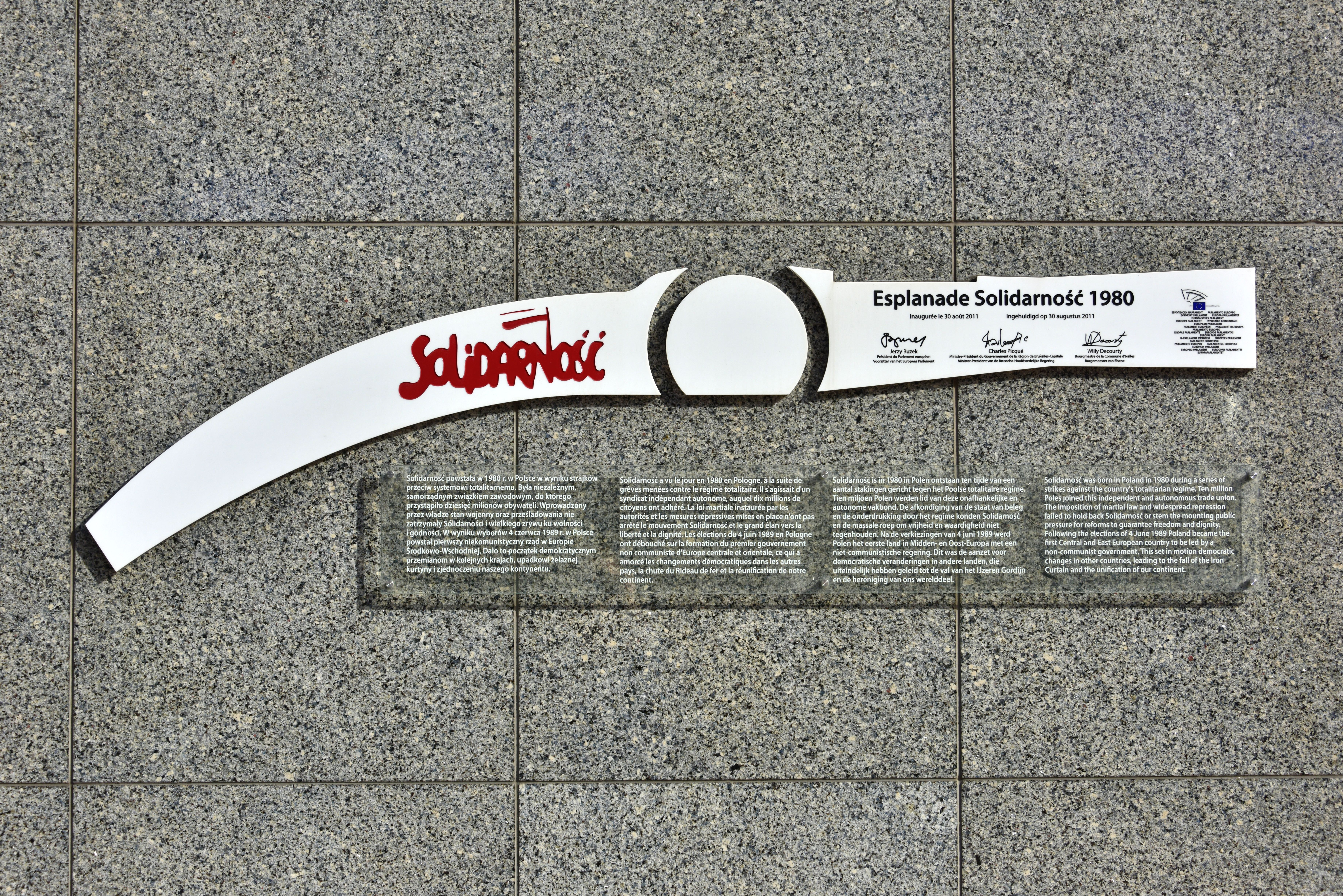
Tablica z nazwą uliczki przed Parlamentem Europejskim w Brukseli – Esplanade Solidarność 1980. Nazwa została nadana w 2011

Parlament Europejski (PE) – instytucja Unii Europejskiej będąca odpowiednikiem jednoizbowego parlamentu, której członkowie są wybierani przez obywateli państw należących do UE na pięcioletnią kadencję.
Oficjalną siedzibą Parlamentu Europejskiego jest Strasburg, ale większość prac legislacyjnych ma miejsce w Brukseli, gdzie mieszczą się również komisje parlamentarne, biura poselskie oraz władze klubów. Sekretariat, Biblioteka i część zaplecza technicznego Parlamentu znajdują się w Luksemburgu.

## Historia
Korzenie obecnego Parlamentu Europejskiego sięgają 1952, kiedy na mocy Traktatu paryskiego powstała Europejska Wspólnota Węgla i Stali. Traktaty rzymskie z 1957 (a ściślej dołączona do nich konwencja) przekształciły je w organ wszystkich trzech Wspólnot Europejskich. Początkowo był nazywany Zgromadzeniem, a później Zgromadzeniem Parlamentarnym. Nazwę Parlament Europejski przyjął on w 1962, co zaakceptował jednolity akt europejski.
Początkowo deputowani do PE byli desygnowani przez parlamenty państw członkowskich. W 1974 na szczycie w Paryżu szefowie państw i rządów państw członkowskich podjęli decyzję o bezpośrednich i powszechnych wyborach do PE, a w 1978 wszedł w życie podpisany w 1976 Akt o powszechnych wyborach do Parlamentu Europejskiego. W 1979 odbyły się pierwsze bezpośrednie i powszechne wybory do PE. Wybrano w nich 410 posłów. Od tego czasu deputowani są wybierani w powszechnych i bezpośrednich wyborach przez obywateli państw członkowskich. Nie istnieje jednolita ordynacja wyborcza do PE. Wybory są przeprowadzane z zastosowaniem procedur ustalanych przez państwa członkowskie.
Początkowo był on organem konsultacyjnym i nie posiadał realnej władzy. Po wejściu w życie Jednolitego Aktu Europejskiego (1987), Traktatu z Maastricht (1993) i Traktatu amsterdamskiego (1999) Parlament Europejski stopniowo zyskiwał szereg uprawnień, także ustawodawczych (głównie kosztem Rady). Zmianie uległa również jego struktura. Było to konsekwencją pogłębiania się i rozszerzenia zakresu podmiotowego i terytorialnego integracji europejskiej oraz działań samego Parlamentu na rzecz zmiany swojej pozycji w systemie instytucjonalnym Wspólnot Europejskich.

## Kompetencje
Parlament jest przede wszystkim organem prawodawczym, który wspólnie z Radą stanowi akty prawne w toku różnych procedur legislacyjnych. Do funkcji prawodawczej Parlamentu należy też współudział w uchwalaniu budżetu oraz udzielanie Komisji absolutorium z jego wykonania.
Parlament Europejski w przeciwieństwie do parlamentów krajowych nie posiada prawa inicjatywy ustawodawczej – na uprawnioną do inicjatyw Komisję może jedynie wpływać podejmowaniem niewiążących ją wezwań do działania.
Parlament Europejski może też kontrolować inne instytucje oraz posiada, do pewnego stopnia, uprawnienia kreacyjne (wyboru składu innych organów Unii):
- zatwierdza Komisję i jej przewodniczącego;
- ma prawo uchwalenia wotum nieufności wobec Komisji (większością 2/3 głosów);
- ma prawo zadawania pytań komisarzom;
- ma zwyczajową możliwość zadawania pytań Radzie;
- Komisja jest zobowiązana do składania PE sprawozdań z działalności Unii;
- Przewodniczący Rady Europejskiej składa Parlamentowi sprawozdania z posiedzeń Rady Europejskiej;
- ma prawo do ustanawiania komisji śledczych na wniosek ¼ swoich członków;
- powołuje Europejskiego Rzecznika Praw Obywatelskich.

Parlament dysponuje także szerokimi (lecz niewiążącymi innych instytucji) uprawnieniami opiniodawczymi. Konsultowanie Parlamentu jest obowiązkowe w przypadku niektórych procedur. Parlament ma też prawo niewezwany wydać opinię w dowolnej, wybranej przez siebie sprawie.

## Prawo petycji
Obywatele Unii Europejskiej mają prawo składania petycji do Parlamentu Europejskiego. Prawo to rozciąga się także na wszystkie osoby fizyczne i prawne, mające miejsce zamieszkania lub statutową siedzibę na terenie UE.

## Skład
Zmiana systemu wyborów do PE i rozszerzenia UE o kolejne państwa spowodowały bardzo duży wzrost liczby deputowanych.
Obecnie Parlament Europejski liczy 720 deputowanych, sprawujących mandat wolny, wybieranych na pięcioletnią kadencję. W Polsce w stosunku do członków PE używa się potocznie określenia „europarlamentarzysta”, „eurodeputowany” lub „europoseł”, a oficjalne określenie brzmi: „poseł do Parlamentu Europejskiego”. W Wielkiej Brytanii stosowało się określenie „członek Parlamentu Europejskiego” (Member of the European Parliament, w skrócie MEP), we Francji zaś – „deputowany europejski” (un député européen).

### Liczba posłów
| Rok  | Liczba posłów | |
| ---- | ------------- | --- |
| 1979 | 410           | I kadencja, po wyborach 1979                                                                               |
| 1981 | 434           | - I kadencja po wejściu Grecji do wspólnot europejskich - II kadencja, po wyborach 1984                    |
| 1986 | 518           | - II kadencja, po wejściu Hiszpanii i Portugalii do wspólnot europejskich - III kadencja, po wyborach 1989 |
| 1994 | 567           | IV kadencja, po wyborach 1994                                                                              |
| 1995 | 626           | IV kadencja, po wejściu Austrii, Finlandii i Szwecji do UE V kadencja, po wyborach 1999                    |
| 2004 | 732           | VI kadencja, po wyborach 2004                                                                              |
| 2007 | 785           | VI kadencja, po wejściu Bułgarii i Rumunii do UE                                                           |
| 2009 | 736           | VII kadencja, po wyborach 2009                                                                             |
| 2011 | 754           | VII kadencja, po wejściu w życie traktatu lizbońskiego                                                     |
| 2013 | 766           | VII kadencja, po wejściu Chorwacji do UE                                                                   |
| 2014 | 751           | VIII kadencja, po wyborach 2014 IX kadencja, po wyborach 2019                                              |
| 2020 | 705           | IX kadencja, po brexicie                                                                                   |
| 2024 | 720           | X kadencja, po wyborach 2024                                                                               |

Zgodnie ze statutem posła do Parlamentu Europejskiego z 28 września 2005 roku (decyzja 2005/684/WE, Euratom) europosłowie mają otrzymywać jednolite wynagrodzenie w wysokości 38,5% wynagrodzenia sędziego Europejskiego Trybunału Sprawiedliwości, czyli 7665 euro brutto miesięcznie (6 515 euro netto – 15% UE Tax). Oprócz tego każdy deputowany otrzymuje dietę w wysokości 298 euro/dzień za każdy dzień posiedzenia Parlamentu lub komisji PE czy frakcji partyjnej, łącznie ok. 16 dni miesięcznie (ok. 4768 euro/miesiąc). Łącznie pensja plus dieta pobytowa wynosi ok. 11 283 euro miesięcznie netto.
Na działalność biur krajowych europoseł otrzymuje 4202 euro na miesiąc. Fundusz na wynagrodzenie asystentów wynoszący 17 540 euro na miesiąc w 2010 roku został zwiększony o dodatkowe 1500 euro. Poseł otrzymuje również środki na pokrycie kosztów podróży z kraju pochodzenia do siedzib PE.
Deputowani którzy nie uzyskają w kolejnych wyborach mandatów, mogą, w zależności od stażu parlamentarnego, liczyć na odprawę z PE w wysokości od 6 do 24-miesięcznych pensji (art. 13 pkt 2 Statutu posła do PE).

## Ordynacja wyborcza
Ustalenie szczegółowych zasad przeprowadzania wyborów pozostaje w kompetencji poszczególnych państw członkowskich. W Polsce tę kwestię reguluje ustawa – Kodeks wyborczy.

### Podstawowe regulacje
Prawo Unii Europejskiej stanowi jedynie, iż posłów do PE wybiera się w państwach członkowskich w tajnym, powszechnym i bezpośrednim głosowaniu. Wymagane jest przy tym oparcie systemu wyborczego na zasadzie proporcjonalności i takie kształtowanie okręgów wyborczych, które nie naruszy zasady reprezentacji proporcjonalnej. Dopuszczalne jest przy tym wprowadzenie klauzuli zaporowej (progu wyborczego), nie wyższej niż 5% (w Niemczech nie ma progu wyborczego, w Szwecji wynosi on 4%, w Polsce – 5%).

### Podział mandatów pomiędzy państwa członkowskie
Liczba posłów w Parlamencie Europejskim wybieranych w poszczególnych państwach jest w przybliżeniu proporcjonalna do liczby mieszkańców (z lekką nadreprezentacją krajów mniej ludnych).
Posłom wybranym w RP w 2004 przypadały 54 mandaty, a w 2009 – 51. Zmiana ta nie oznaczała pomniejszenia polskiej reprezentacji w składzie Parlamentu, ale przywrócenia stanu zgodnego z regulacjami, jakie w tej kwestii wprowadził Traktat z Nicei, i zlikwidowanie 4-mandatowej „nadwyżki”, która miała charakter wyjątkowy i wynikała z faktu, że w 2004 Bułgaria i Rumunia nie zdążyły z ratyfikacją Traktatu Akcesyjnego. Właśnie dzięki temu nowo przyjęte w tym czasie państwa – w tym Polska – uzyskały jednorazowo dodatkowe mandaty do podziału.

### Prawa wyborcze obywateli Unii
Czynne prawo wyborcze (prawo do głosowania) przysługuje każdemu obywatelowi UE, który ukończył 18 lat i nie został go pozbawiony w kraju pochodzenia. Obywatel Unii stale zamieszkały w państwie, którego nie jest obywatelem, ma prawo do głosowania na tych samych warunkach co obywatele tego państwa; np. obywatel Polski, który przeprowadził się na stałe do Berlina, może głosować na niemieckich kandydatów zgodnie z niemieckimi regulacjami (wymagane jest wtedy wpisanie się do rejestru wyborców).

## Grupy polityczne w Parlamencie
Kandydaci do Parlamentu Europejskiego zwykle startują w wyborach w barwach jednej z partii działającej w ich kraju. Po wejściu do Parlamentu przyłączają się jednak do jednej z funkcjonujących tam grup politycznych lub pozostają niezależni. W sali posiedzeń zajmują miejsca według przynależności do grup, a nie według przynależności narodowej.
Grupa polityczna składa się z co najmniej 23 deputowanych wybranych w co najmniej jednej czwartej (tj. siedmiu) państwach członkowskich.
| Skrót   | Nazwa                                                                        | Orientacja polityczna                             | Liczba posłów |
| ------- | ---------------------------------------------------------------------------- | ------------------------------------------------- | ------------- |
| EPP     | Grupa Europejskiej Partii Ludowej (Chrześcijańscy Demokraci)                 | chrześcijańska demokracja, liberalny konserwatyzm | 187           |
| S&D     | Grupa Postępowego Sojuszu Socjalistów i Demokratów w Parlamencie Europejskim | socjaldemokracja                                  | 136           |
| PfE     | Patrioci za Europą                                                           | nacjonalizm, eurosceptycyzm                       | 86            |
| ECR     | Europejscy Konserwatyści i Reformatorzy                                      | konserwatyzm, liberalizm gospodarczy              | 78            |
| RE      | Odnówmy Europę                                                               | liberalizm, centryzm                              | 77            |
| G/EFA   | Grupa Zielonych / Wolne Przymierze Europejskie                               | zielona polityka, regionalizm                     | 53            |
| GUE/NGL | Grupa Lewicy w Parlamencie Europejskim – GUE/NGL                             | socjalizm demokratyczny, eurokomunizm             | 46            |
| ESN     | Europa Suwerennych Narodów                                                   | skrajna prawica, suwerenizm, eurosceptycyzm       | 25            |
| NI      | Niezrzeszeni                                                                 | –                                                 | 30            |
| –       | Razem                                                                        | –                                                 | 718           |

## Obrady
Parlament Europejski wybiera spośród swych członków przewodniczącego na 2,5-letnią kadencję, który reprezentuje Parlament na zewnątrz i kieruje jego obradami.
Parlament nie używa jednego języka obrad. Obrady Parlamentu odbywają się symultanicznie we wszystkich językach Unii, tzn. każdy poseł może mówić w dowolnym języku urzędowym UE, a jego wystąpienie jest tłumaczone na bieżąco na wszystkie pozostałe języki.
Obrady są też tłumaczone na języki wszystkich państw stowarzyszonych, gdyż przedstawiciele parlamentów państw stowarzyszonych mają prawo biernego uczestnictwa w obradach.
Większość prac legislacyjnych odbywa się na posiedzeniach odpowiednich komisji, przygotowujących wnioski, nad którymi głosuje się podczas sesji.
Wszystkie sesje plenarne zwołuje przewodniczący. Trwają one zwykle jeden tydzień w miesiącu i odbywają się w Strasburgu; odbywają się również sesje dwudniowe w Brukseli. W razie potrzeby zwoływane są też sesje nadzwyczajne.

## Komisje
Prace legislacyjne prowadzone są w 20 stałych komisjach, w skład których wchodzi od 25 do 73 posłów. Skład komisji odzwierciedla skład Parlamentu.
Komisje obradują średnio 1-2 razy w miesiącu w Brukseli. Ich posiedzenia są jawne.
Parlament może również powoływać podkomisje i tymczasowe komisje specjalne w celu zbadania specyficznych kwestii.

## Przewodniczący Parlamentu Europejskiego
1. Paul-Henri Spaak (1952–1954)
2. Alcide De Gasperi (1954)
3. Giuseppe Pella (1954–1956)
4. Hans Furler (1956–1958)
5. Robert Schuman (1958–1960)
6. Hans Furler (1960–1962)
7. Gaetano Martino (1962–1964)
8. Jean Duvieusart (1964–1965)
9. Victor Leemans (1965–1966)
10. Alain Poher (1966–1969)
11. Mario Scelba (1969–1971)
12. Walter Behrendt (1971–1973)
13. Cornelis Berkhouwer (1973–1975)
14. Georges Spénale (1975–1977)
15. Emilio Colombo (1977–1979)
16. Simone Veil (1979–1982)
17. Piet Dankert (1982–1984)
18. Pierre Pflimlin (1984–1987)
19. Henry Plumb (1987–1989)
20. Enrique Barón Crespo (1989–1992)
21. Egon Klepsch (1992–1994)
22. Klaus Hänsch (1994–1997)
23. José María Gil-Robles (1997–1999)
24. Nicole Fontaine (1999–2002)
25. Pat Cox (2002–2004)
26. Josep Borrell Fontelles (2004–2007)
27. Hans-Gert Pöttering (2007–2009)
28. Jerzy Buzek (2009–2012)
29. Martin Schulz (2012–2017)
30. Antonio Tajani (2017–2019)
31. David Sassoli (2019–2022)
32. Roberta Metsola (2022–)

## Nagrody przyznawane przez Parlament Europejski

### Nagroda im. Sacharowa za wolność myśli
Nagroda im. Sacharowa za wolność myśli – nazwana na cześć Andrieja Sacharowa, przyznana po raz pierwszy w 1988 r. Nelsonowi Mandeli i Anatolijowi Marczence – to najwyższe wyróżnienie za działania na rzecz praw człowieka przyznawane przez Unię Europejską. Nagroda jest dowodem uznania dla pojedynczych osób, grup i organizacji, które wniosły wybitny wkład w obronę wolności myśli. Dzięki niej oraz związanej z nią sieci Unia Europejska udziela laureatom wsparcia, dodając im sił i umacniając ich pozycję w walce o słuszną sprawę.
Parlament Europejski wręcza Nagrodę im. Sacharowa wraz z kwotą 50 tys. euro na uroczystym posiedzeniu plenarnym w Strasburgu odbywającym się pod koniec roku. Każda grupa polityczna Parlamentu może nominować kandydatów, podobnie jak indywidualni posłowie (wymagane jest poparcie co najmniej 40 posłów dla danego kandydata). Kandydatury prezentowane są w trakcie wspólnego posiedzenia Komisji Spraw Zagranicznych i Komisji Rozwoju oraz Podkomisji Praw Człowieka, których członkowie wyłaniają w głosowaniu trójkę finalistów. Ostatecznie laureata lub laureatów wyłania Konferencja Przewodniczących - organ PE, którym kieruje przewodniczący PE, złożony z przywódców wszystkich grup politycznych reprezentowanych w Parlamencie, co nadaje nagrodzie prawdziwie ogólnoeuropejski charakter.
Do laureatów Nagrody należą m.in. pakistańska działaczka na rzecz praw kobiet i dostępu do edukacji Malala Yousafzai, rosyjskie Stowarzyszenie Memoriał zajmujące się badaniami historycznymi i propagowaniem wiedzy o ofiarach represji radzieckich czy Nurit Peled-Elhanan, izraelska działaczka na rzecz praw człowieka. Ostatnim laureatem Nagrody za rok 2021 jest rosyjski opozycjonista, prawnik i działacz polityczny Aleksiej Nawalny.

### Europejska Nagroda Obywatelska
Europejska Nagroda Obywatelska – ustanowione w 2008 roku wyróżnienie dla osób lub organizacji wspierających wzajemne zrozumienie i ściślejszą integrację między mieszkańcami UE, współpracę transgraniczną umacniającą europejskiego ducha oraz wartości UE i prawa podstawowe.
Obywatele, grupy obywateli, stowarzyszenia lub organizacje mogą ubiegać się o Europejską Nagrodę Obywatelską za realizowane przez siebie projekty lub mogą zgłosić innego obywatela, grupę, stowarzyszenie lub organizację jako kandydata do Europejskiej Nagrody Obywatelskiej.
Nagrodę przyznaje się za działania w następujących dziedzinach:
- projekty na rzecz lepszego wzajemnego zrozumienia i głębszej integracji między obywatelami państw członkowskich lub na rzecz ułatwiania współpracy ponadgranicznej bądź ponadnarodowej w Unii Europejskiej;
- projekty obejmujące długoterminową ponadgraniczną lub ponadnarodową współpracę kulturalną przyczyniającą się do umocnienia ducha europejskiego;
- projekty związane z tematyką danego roku europejskiego (jeżeli dotyczy);
- projekty w konkretny sposób odzwierciedlające wartości zapisane w Karcie Praw Podstawowych Unii Europejskiej.
„Może nasi zwycięzcy nie są celebrytami ani nie mają milionów obserwujących w mediach społecznościowych” powiedziała Dita Charanzová, eurodeputowana i kanclerz Europejskiej Nagrody Obywatelskiej, „ale każdy zwycięzca jest dowodem na to, że prawdziwymi bohaterami mogą być zwykłe osoby, którym zależy na tyle, by zrobić coś niezwykłego”. W 2021 roku w Polsce Nagrodę otrzymał Komitet Obrony Demokracji, a w 2020 roku Inicjatywa Wolne Sądy.

### Europejska Nagroda dla Młodzieży im. Karola Wielkiego (#ECYP2022)[23]
Europejska Nagroda dla Młodzieży im. Karola Wielkiego – ustanowiona w 2008 roku, przyznawana przez Parlament Europejski oraz Fundację Międzynarodowej Nagrody im. Karola Wielkiego w Akwizgranie – nagroda przyznawana za projekty młodych ludzi, propagujące wzajemne zrozumienie na szczeblu europejskim i międzynarodowym.
Nagroda ta służy zwróceniu uwagi na codzienną pracę młodych ludzi w całej Europie na rzecz wzmacniania europejskiej demokracji oraz wsparciu ich czynnego udziału w kształtowaniu przyszłości Europy. Jej celem jest także wspieranie projektów realizowanych przez młodzież, które promują współpracę i wzajemne zrozumienie w Europie i na całym świecie.
Do laureatów Nagrody należą czeski projekt Fakescape, który wykorzystuje gry do uczenia młodych ludzi krytycznego myślenia i wykrywania fake newsów, a także niemiecki projekt Europejskie Archiwum Głosu gromadzące ustne relacje osób urodzonych przed 1945 rokiem.

### Nagroda Publiczności LUX
Nagroda Publiczności LUX, w 2020 roku przemianowana z nazwy Nagroda Filmowa LUX – ustanowiona w 2007 r. jako symbol zaangażowania Parlamentu Europejskiego na rzecz kultury. Jest to nagroda filmowa, która "buduje mosty porozumienia w całej Europie, promując filmy, które dotykają sedna europejskiej debaty publicznej".
Ma ona zacieśniać więzi między obywatelami a ich przedstawicielami politycznymi, zachęcając widzów europejskich, by dołączyli do największego jury filmowego w Europie i zagłosowali na ulubione filmy. Ma ona również przyciągnąć publiczność do kin na inspirujące filmy europejskie i ożywić debatę na temat Europy. Wybrane filmy mają zwracać uwagę na wybrane europejskie problemy społeczne, polityczne i historyczne, a zarazem pokazywać piękno i różnorodność kina europejskiego.
Zwycięski film wybierają wspólnie widzowie i posłowie do Parlamentu Europejskiego (w stosunku 50/50 głosów).
Nominowane w edycji 2023 zostały "Alcarràs" w reżyserii Carli Simón, "Burning Days" Emina Alpera, "Blisko", którego reżyserem jest Lucas Dhont, "Triangle of Sadness" Ruben Östlund oraz Will-o'-the-Wisp w reżyserii João Pedro Rodriguesa.

## Zarzuty o niegospodarność

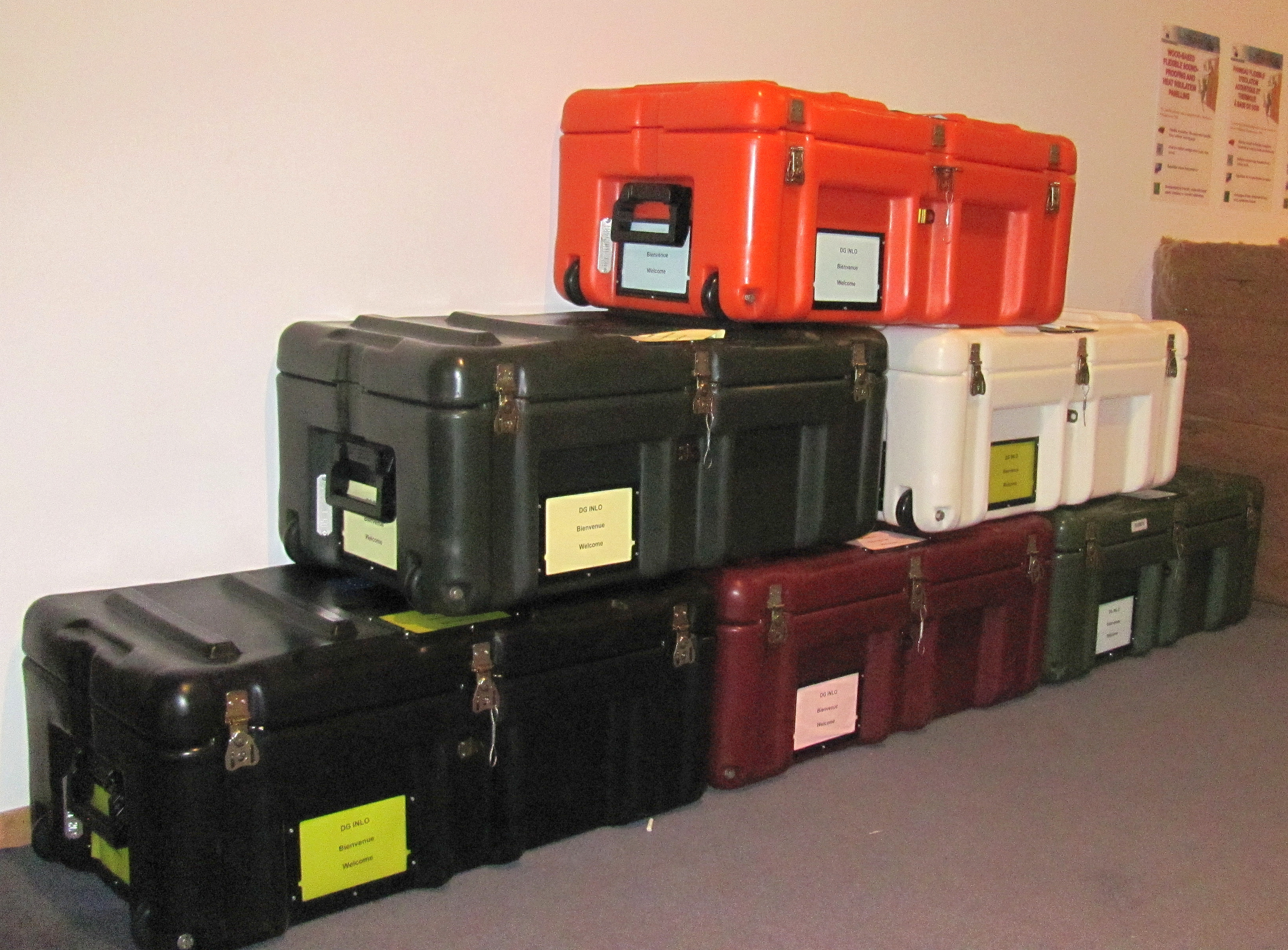
Skrzynie używane do przewożenia rzeczy między siedzibami Parlamentu w Brukseli i Strasburgu

W 2008 poseł Paul van Buitenen opublikował raport, wskazujący na istnienie nieprawidłowości w sposobie rozliczania wydatków przez posłów, mogących prowadzić do niegospodarności, nadużyć, nepotyzmu i korupcji. Autor wskazał na przypadki podnajmowania firm, których właścicielami byli sami posłowie lub ich rodziny, powszechne ignorowanie procedur związanych z rozliczaniem wydatków (np. niedostarczanie faktur lub dostarczanie ich z opóźnieniem) oraz brak egzekwowania tych wymogów przez administrację Parlamentu przy równoczesnym refinansowaniu większości zadeklarowanych wydatków. Wskazano przypadki drastycznego zawyżania kosztów podróży, zatrudniania fikcyjnych podmiotów oraz zlecanie płatności rzekomym podwykonawcom na prywatne konta posłów. Raport został opublikowany wbrew decyzji Komisji Kontroli Budżetowej, która głosowała przeciwko jego publikacji.
Krytykę wywołuje również przenoszenie obrad Parlamentu pomiędzy Brukselą i Strasburgiem. W 2019 koszty jednego przeniesienia szacowane były na 180 milionów euro rocznie i 19 tys. ton CO2 miesięcznie. W 2008 w proteście przeciwko przenosinom, określanym mianem „wędrującego cyrku” (ang. travelling circus), zebrano ponad 1,2 miliona podpisów obywateli z całej Unii. Przeciwko trwałemu przeniesieniu obrad Parlamentu poza Strasburg protestuje część posłów francuskich. Taka zmiana wymagałaby jednomyślności wszystkich państw członkowskich.
W 2010 roku przygotowany został kolejny krytyczny raport na temat wydatków Parlamentu Europejskiego. Szefem zespołu, który go opracował jest poseł Bart Staes. W 2011 roku echem w mediach odbiła się prowokacja zorganizowana przez The Sunday Times, który kilkudziesięciu posłom zaoferował – podszywając się pod fikcyjną firmę – pieniądze za uchwalenie korzystnych dla niej przepisów. W 2011 roku do prasy przedostały się wyniki audytu za lata 2007–2009, ujawniającego kolejne nieprawidłowości w wydatkach PE, utajnione przez Klausa Wellego.